# 松柏寺
松柏寺位于中华人民共和国湖南省长沙县，是一座汉传佛教临济宗寺院。

## 沿革
松柏寺始建于北宋宋神宗（1067年—1085年）时期，当时，著名禅僧圆鉴主持松柏寺，弘扬佛法，吸引了众多门徒和信众。民国时期，松柏寺逐渐荒废。2002年，当地政府主持重建松柏寺。

## 建筑
松柏寺的主要建筑包括：山门、天王殿、大雄宝殿、钟楼、鼓楼、藏经阁、罗汉堂、法堂、念佛堂。

## 图册
- 天王殿。
- 鼓楼。
- 大雄宝殿。
- 罗汉堂。